# Kamba (språk)
För andra betydelser, se Kamba.
Kamba (kikamba) är ett bantuspråk som talas som modersmål av omkring 2,5 miljoner människor, främst etniska kamba i Kenya och Tanzania, och av omkring 600 000 människor som andraspråk. Kamba är nära besläktat med kikuyu, embu, chuka och meru, alla i bantuspråken klass E20.
I Kenya är språket dominerande i fyra områden (Machakos, Kitui, Makueni, and Kwale) i provinserna Eastern och Coast. 
Statens museer för världskultur har inspelningar av kambasånger som samlades in av etnografen Gerhard Lindblom under fältarbeten i dåvarande brittiska Östafrika 1911-12. Lindblom använde fonografcylindrar som tillsammans med föremål, fotografier och textdokumentation sedan lades till grund för hans epokgörande The Akamba in British East Africa (1916). Ljudinspelningarna finns idag i digital form hos Kungl biblioteket.